# Meervogel
De poldermolen Meervogel, gebouwd in 1801, voor het bemalen van de Noorder Hoeksmeersterpolder (ten zuidoosten van Garrelsweer), is enige malen gerestaureerd en wordt nu beheerd door vrijwillige molenaars. De molen kan in noodsituaties ingezet worden voor extra bemaling.
Het is een achtkante grondzeiler, gedekt met riet, met een vlucht van 20 meter. Het wiekenkruis is voorzien van het Van Busselsysteem met zelfzwichting.
De molen staat in het vrij jong natuurgebied Hoeksmeer, dat van oorsprong een landbouwfunctie had. Bij de laatste ruilverkaveling is het door de provincie aangewezen als onderdeel van de Ecologische Hoofdstructuur. In 2002 heeft Natuurmonumenten ca. 60 hectare laaggelegen grasland verworven, met het doel de reeds bestaande functie, namelijk die van broedgebied voor weidevogels, te versterken. De molen was jarenlang eigendom van de Molenstichting Fivelingo, de huidige eigenaar is Stichting De Groninger Poldermolens.
De Kloostermolen te Garrelsweer, eveneens een poldermolen, staat iets dichter bij het dorp Garrelsweer.